# Campeonato Nacional de Atletismo de Chile 2010
El Campeonato Nacional de Atletismo de Chile 2010 se celebró en la pista atlética del Saint George's College, en la comuna de Vitacura los días 1 y 2 de mayo bajo la organización de la FEDACHI

## Resultados

### Hombres
| Evento                  | Oro                         | Plata                       | Bronce                        |
| ----------------------- | --------------------------- | --------------------------- | ----------------------------- |
| 100 m (+0,1 m/s)        | Kael Becerra 10,59          | Ignacio Rojas 10,82         | Roberto Colville 10,87        |
| 200 m (+0,1 m/s)        | Kael Becerra 21,51          | Ignacio Rojas 21,89         | Cristian Pérez 21,94          |
| 400 m                   | José Vidal 48,13            | Diego Lira 48,97            | Andy Muñoz 49,10              |
| 800 m                   | Diego Lira 1:51,87          | Iván López 1:52,17          | Steven Wangui 1:52,19         |
| 1500 m                  | Iván López 3:54,15          | Steven Wangui 3:54,60       | Daniel Palma 3:57,07          |
| 3000 m                  | Enzo Yáñez 8:23,37          | Pablo Mena 8:32,37          | Patricio Uribe 8:33,10        |
| 5000 m                  | Patricio Uribe 14:54,02     | Eugenio Galaz 15:44,76      | Leonardo Cisternas 16:05,98   |
| 10000 m                 | Raúl Mora 31:52,4           | Patricio Contreras 32:12,0  | Mauricio Flandez 32:47,7      |
| 110 m vallas (+0,2 m/s) | Francisco Castro 14,82      | Victor Arancibia 15,14      | Diego Riveaux 16,45           |
| 400 m vallas            | Luis Montenegro 53,57       | Gustavo Alvarado 54,87      | Jorge Alegría 55,04           |
| 3000 m obstáculos       | Raúl Mora 9:17,51           | Daniel Estrada 9:18,39      | Mauricio Valdivia 9:19,19     |
| 20000 m marcha          | Alex Jara 1h:36:48          |                             |                               |
| Salto de altura         | Angelo Orellana 1,85 m      | Antonio Bulnes 1,85 m       | Jacques Laborde 1,80 m        |
| Salto con garrocha      | Felipe Fuentes 4,20 m       | Ismael Villarino 4,20 m     | Benjamín Fraisse 4,00 m       |
| Salto de longitud       | Daniel Pineda 7,97 m (NR)   | José Serra 7,01 m           | José Muñoz 6,94 m             |
| Salto triple            | Cristóbal Gómez 14,16 m     | Pablo Quiroga 13,82 m       | Ismael Villarino 13,71 m      |
| Lanzamiento de peso     | Diego Osorio 17,29 m        | Gerardo Maurer 15,48 m      | Juan Rivera 14,53             |
| Lanzamiento de disco    | Andrés Solo 46,26 m         | Felipe Martínez 43,76 m     | Waldo Retamales 38,06 m       |
| Lanzamiento de martillo | Patricio Palma 70,78 m (NR) | Roberto Saez 68,24 m        | Diego Flores 51,98 m          |
| Lanzamiento de jabalina | Ignacio Guerra 71,86 m      | Diego Moraga 67,95 m        | François Pouzet 62,51 m       |
| 4 × 100 m               | Escuela Militar 43,63       | U. Bío-Bío 44,30            | A. Osorno 44,37               |
| 4 × 400 m               | A.A.R.M. 3:24,27            | Atlético La Pintana 3:26,63 | X Región de Los Lagos 3:26,94 |
| Decatlón                | Eduardo Moreno 5425 pts     | Rubén Morales 5206 pts      |                               |

### Mujeres
| Evento                  | Oro                           | Plata                       | Bronce                     |
| ----------------------- | ----------------------------- | --------------------------- | -------------------------- |
| 100 m (+0,1 m/s)        | Daniela Pavez 11,69           | María Carolina Díaz 12,08   | Fernanda Ríos 12,57        |
| 200 m (+0,1 m/s)        | María Carolina Díaz 25,07     | Fernanda Mackenna 25,60     | Fernanda Ríos 25,75        |
| 400 m                   | Bárbara Lara 57,71            | Gladys Tapia 58,75          | Carmen Mansilla 59,52      |
| 800 m                   | Gladys Tapia 2:13,64          | Mariana López 2:19,49       | Carolina Contreras 2:22,48 |
| 1500 m                  | Susana Aburto 4:44,82         | Catalina Fernández 5:01,13  | Andrea Labra 5:04,19       |
| 3000 m                  | Susana Aburto 10:23,86        | Catalina Fernández 10:36,78 | Paula Bastias 10:56,67     |
| 5000 m                  | Luz Silva 17:51,98            | Érika Olivera 18:13,29      | Wendy Pérez 19:24,41       |
| 10000 m                 | Luz Silva 36:55               | Wendy Pérez 38:40           | Paulina Núñez 39:34        |
| 100 m vallas (0,0 m/s)  | Ljubica Milos 14,56           | Carolina Castillo 14,96     | Claudia Quilodrán 15,70    |
| 400 m vallas            | Javiera Errázuriz 1:06,62     | Cyntia del Río 1:06,65      |                            |
| 3000 m obstáculos       | Paulina Nuñez 12:53,60        |                             |                            |
| 20000 m marcha          | Bernardita Maldonado 2h:21:54 |                             |                            |
| Salto de altura         | Florencia Vergara 1,70 m      | Francisca Perucci 1,55 m    |                            |
| Salto de longitud       | Carmen Hurtado 5,37 m         | Paula Moreno 5,33 m         | Carolina Castillo 5,28 m   |
| Salto triple            | Camila Salas 11,36 m          | Katherin Mancilla 11,04 m   | Carla Muñoz 10,92 m        |
| Lanzamiento de peso     | Marcela Barrientos 12,79 m    | Carolina Cifuentes 9,87 m   | Yessenia Norambuena 9,79 m |
| Lanzamiento de disco    | Marcela Barrientos 39,30 m    | Yessenia Norambuena 37,40 m | Carolina Cifuentes 34,26 m |
| Lanzamiento de martillo | Marcela Solano 54,73 m        | Elsa López 44,52 m          | Carolina Cifuentes 35,08 m |
| Lanzamiento de jabalina | María Paz Ríos 42,48 m        | Bárbara Pino 37,64 m        | Francisca Cosmelli 34,37 m |
| 4 × 400 m               | San Ignacio 4:30,98           |                             |                            |

- Datos: Q5476355